# Трапезица 1902 (туристическо дружество)
Туристическо дружество „Трапезица 1902“ във Велико Търново е неправителствена организация за развиване на туризма и опазване на околната среда.

## История
Основано е от съмишленици и съратници, следвайки призива на Алеко Константинов, през 1902 г. През следващата година дружеството организира благотворителен бал за събиране на средство за залесяване на долината на река Янтра. През 1904 година се създава археологическа секция. През 1922 година на хълма Царевец е построена туристическа хижа.